# 内弗辛克河
内弗辛克河（英語：Neversink River）是美国纽约州东南部特拉华河的支流，全長89公里。内弗辛克河的名稱最早源自阿岡昆語的誤傳，原意為“怒湧之河”。
許多人認為内弗辛克河是美式干飞钓（dry fly fishing）的發源地。 

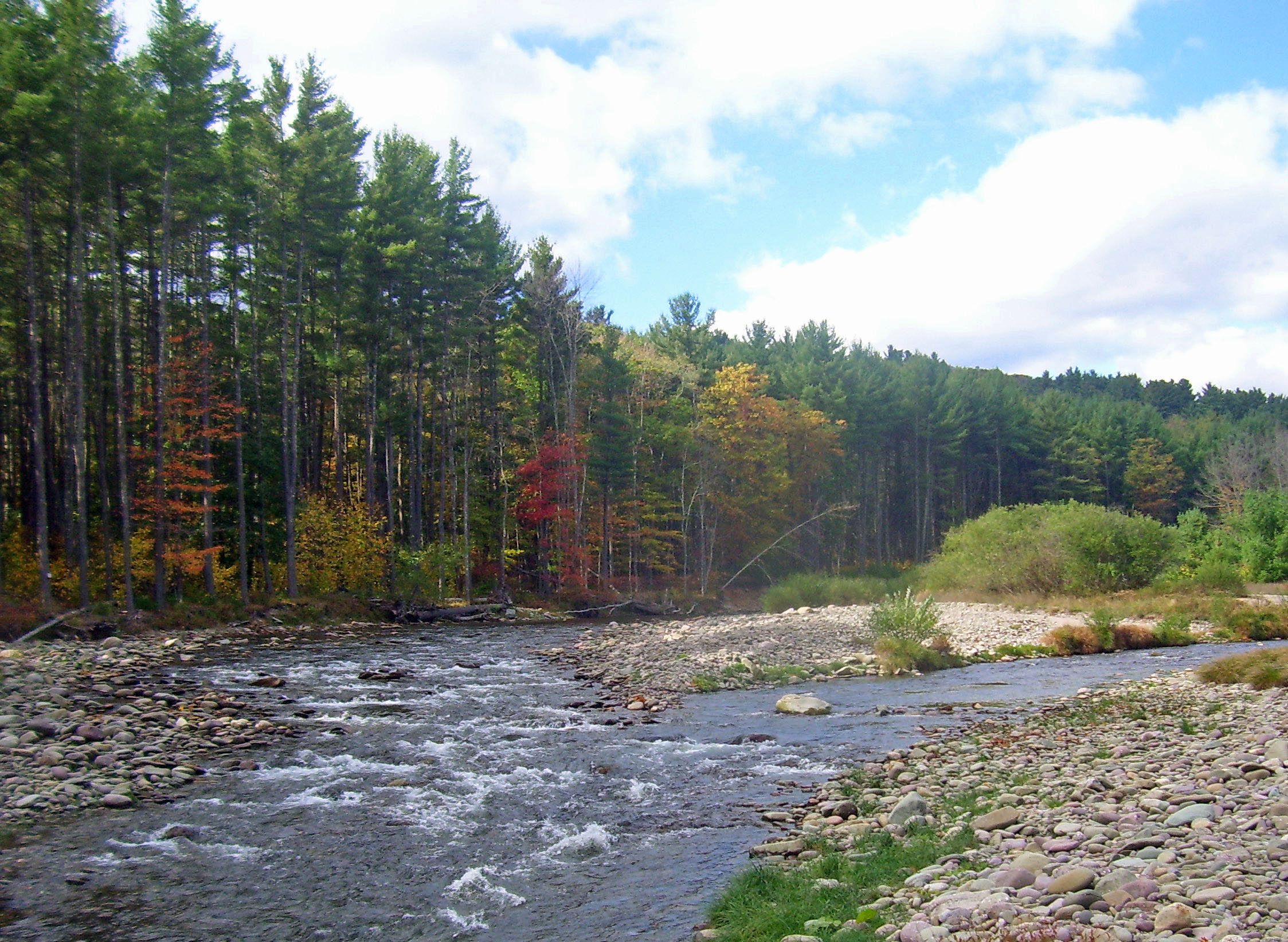
内弗辛克河的東西支流在克拉韋爾附近匯合

## 流域地理
内弗辛克河的主幹流發源於現今阿爾斯特縣和沙利文縣之间的边界以南，該河的东支流和西支流在内弗辛克鎮附近汇合。两条支流均發源於卡茨基尔山最高峰斯莱德山的山麓。西支流与几条主要支流汇合，例如阿尔斯特县丹宁镇霜谷（Frost Valley）的餅溪（Biscuit Brook）和鸽溪（Pigeon Creek）。内弗辛克河上游是一条多岩石的原始溪流，非常适合钓鳟鱼。但是，周围的大部分土地都為私人領土，不对垂釣者开放。
内弗辛克河总体上向西南流淌。在下游的内弗辛克鎮，它被蓄水形成了紐約市供水系統之一的内弗辛克水庫。水庫由8公里長的輸水隧道連通朗道水庫，随后連接到特拉华渡槽。内弗辛克水庫的修建導致許多当地人失去家園，因为了修建水库使得沿河的几个城镇被蓄水區淹没。纽约市支付了他们的搬迁费用。
内弗辛克河流经福尔斯堡（Fallsburg）、伍德伯恩（Woodbourne）、南福尔斯堡和古瀑布群，之後进入布里奇韋爾附近的汤普森镇。假日山滑雪场是在内弗辛克河边的開發項目。在流經南沙利文县時，内弗辛克河流经其全河段最大的瀑布——位於内弗辛克峡谷的登顿瀑布（Denton Falls）和高瀑布（High Falls），之後繼續向東南流經奥兰治县西部。在卡德巴克维尔附近，内弗辛克河與从東北方向流入的巴舍溪匯合，然后向西南流淌。US 209公路与河流平行，内弗辛克河在杰维斯港汇入特拉华河。在与特拉华河的交汇处，三州纪念碑标示着纽约州、新泽西州和宾夕法尼亚州的边界；84号州际公路大桥经过此處。

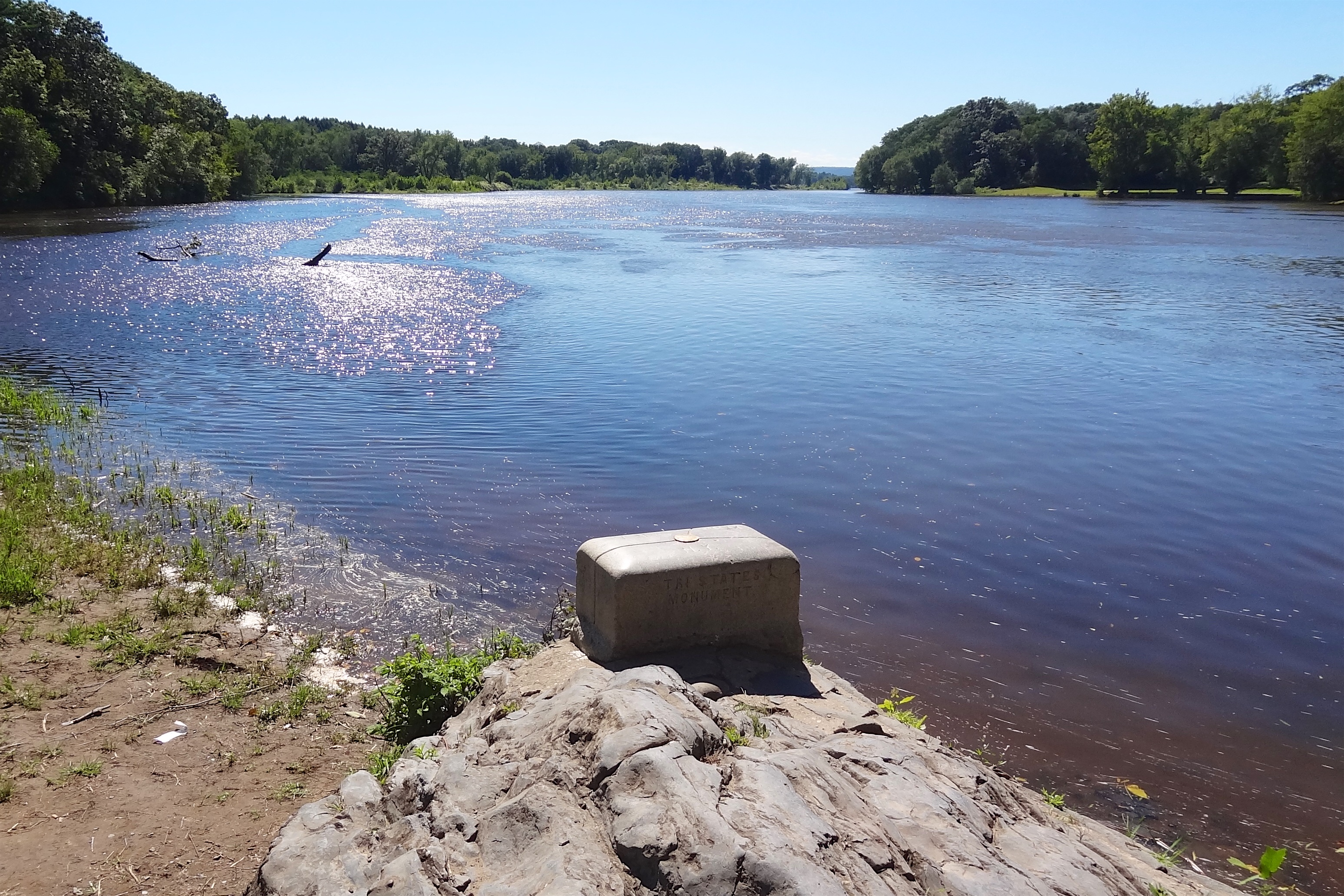
内弗辛克河與特拉華河交匯處的三州紀念碑

## 外部連結
- 内弗辛克谷地區博物館[]
- D&H運河歷史學會